# カメロケラス
カメロケラス（学名：Cameroceras、「気房のある角」の意）は、主にオルドビス紀の間に生息していた絶滅した頭足類の属である。書籍においては「チョッカクガイ」と呼ばれることがあるが、チョッカクガイ（直角石目）よりも初期に分岐したグループに含まれる。約4億7000万年前のオルドビス紀中期に出現し、ローレンシア大陸やバルティカ大陸、シベリアの浅海域に生息していた。当時の動物相における一般的な構成要素であった。オルドビス紀末の大量絶滅で大打撃を受け種数と個体数は減少し、最後の種はシルル紀ウェンロック世で絶滅を迎えた。殻の長さは種によるが通常70cm-1m程度であり、「非常に大型」と記述されるC. turrisoidesも推定殻長は2mほどとされている。殻の長さ6mかそれ以上とされた種は別属エンドセラスに分類されるようになった。そのため、この属を「全長11m」と記述した書籍がいくつか存在するが間違いである。

## 形態
硬質な円錐状の殻により保護されており、殻はアンモナイトなどと同様に隔壁で仕切られ数多くの気室が存在した。殻の開口部に柔らかい筋組織が位置し、開口部から殻全体の三分の一の領域まで軟体部が存在していた。触手については現代のオウムガイと同様に頭部を元に伸び、獲物を捕縛するために用いられていたとされている。現生のオウムガイとの対比から、触手にはイカやタコのような吸盤は存在しなかったと推測されている。触手の根元にはケラチンにより構成された硬いクチバシが存在し、捕食対象の外骨格を砕いていたと考えられている。軟体部の化石は発見されていないものの、巨大な目や姿勢制御のための漏斗が存在したと推測されている。
残る三分の二の領域は浮力の調整に用いられたと考えられており、連室細管を通して体液を移動させて浮力を制御していたとされている。これは現代のオウムガイにも観察される事象である。また体液の移動は重心の移動にも使用されたとみられ、漏斗からの噴射に対して水平方向の平衡性が保たれるよう作用していた。

## 名称
もともとカメロケラスはエンドセラスやヴァギノケラス、メニスコケラスといった大型のエンドセラス目のゴミ箱分類として用いられていたため、カメロケラスを明確な属として表記するのは非常に難しい。タイプ種であるC. trentonenseは1842年にコンラードが報告したものの、それ以降カメロケラスという名称は複数の意味を持つようになった。1847年にエンドセラスを命名したホールはC. trentonenseをカメロケラスとして認めたが、ニュージャージー州トレントンの石灰岩から発掘された大型のエンドセラス目に対してはエンドセラスの学名を使用した。それゆえカメロケラス属とエンドセラス属が同じ種を含んでいる可能性がある。カメロケラスの方がエンドセラスよりも先に命名されているため、同一の種を示す場合はカメロケラスの学名が優先される。また、エンドセラス以外の属の種をカメロケラスに含んでいる。
いくつかの書籍においては、全長最大で11メートル（殻の長さ9m）に達すると考えられる巨大なエンドセラス類をカメロケラスとして表記している。当該の標本はすでに失われているが、現在はエンドセラス属のEndoceras giganteumに属するとされている。

## 生態

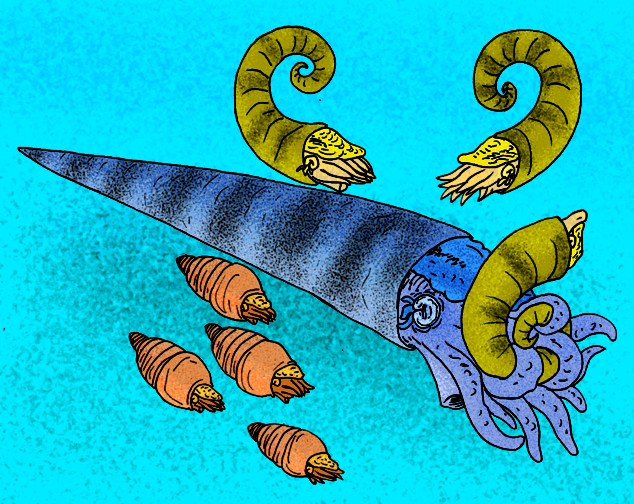
アフェトケラスを捕食するカメロケラス。近くを遊泳しているのはシクロストミケラス

殻の形態の静力学の研究から、カメロケラスを含むエンドセラス類は浅い海に生息していた底生の捕食動物であったと推測されている。殻を垂直に立てた状態で、海底のすぐ上に浮かんでいたと考えられている。土屋健は、カメロケラスは獲物が射程圏内に入るまで鎮座して、機会があれば俊敏に触腕で捕らえるような、待ち伏せ型の捕食者だったと推測している。